# 史密斯威森M459半自動手槍
史密斯威森M459（英語：Smith & Wesson Model 459）是一款由美国槍械公司史密斯&威森所研製與生產以後於1984年推出的雙／單動操作式半自動手槍，是先前的史密斯威森M59半自動手槍（S&W M59）的更新型版本，並且採用了可調節式瞄準具和方格紋式尼龙製握把背護片以改進該手槍。其為裝有閉膛待擊、槍管短行程後座作用的手槍；而且與S&W M39、M59一樣，發射9×19毫米口徑手枪子彈。
根據來自史密斯威森的衍生型號名稱編配手法，M459這個型號是在原來的M59半自動手槍的型號名稱前面增加一個4字，以表示這是原來的M59半自動手槍設計的鋁合金底把版本。

## 概述
史密斯威森M459最初為美軍XM9手槍競標試驗而創建。結果，這款手槍並未完成測試，因此並無獲得採用。「新时代武器」一書中曾討論過該測試程序。
該型號於1988年停產。當中有803把根據联邦调查局規格生產，採用拉絲表面處理並且裝有特殊握把。
開版模板以上的照片是其中一把該型號的手槍，位於马里兰州哈福德縣阿伯丁试验场的博物馆以內。

## 資料來源
1. ↑  . thefiringline.com.   [2016-07-01]. （原始内容存档于2016-09-23）.
2. ↑  . www.americancowboychronicles.com.   [2016-07-01]. （原始内容存档于2020-11-13）.
3. ↑  . web.archive.org.   [2016-09-27]. （原始内容存档于2016-09-23）.
4. ↑  Dockery, Kevin. . Berkley. 2007. ISBN 0425217507.
5. ↑  此外還有Firearms Radio XM9 Testing （页面存档备份，存于）

## 外部連結
- （英文）—Modern Firearms—S&W 39, 59 and others （页面存档备份，存于）
- （简体中文）—D Boy Gun World（槍炮世界）—Model 459 半自动手枪 （页面存档备份，存于）
  - Model 559 半自动手枪 （页面存档备份，存于）
  - Model 659 半自动手枪 （页面存档备份，存于）